# Ploiești
Ploiești [ploˈjeʃtʲ] (veraltet auch Ploești) ist eine Großstadt in Rumänien mit etwa 180.000 Einwohnern im administrativen Stadtgebiet und ungefähr 300.000 Einwohnern im städtischen Ballungsgebiet. Die Stadt ist Verwaltungssitz des Kreises (rumänisch Județ) Prahova.

## Lage
Ploiești liegt in der Walachischen Tiefebene (Câmpia Română) am südlichen Fuß der Karpaten zwischen den Flusstälern der Prahova und des Teleajen und ungefähr 60 Kilometer nördlich der rumänischen Hauptstadt Bukarest.

## Geschichte
Die Region ist seit prähistorischen Zeiten diskontinuierlich besiedelt. Eine Dauerbesiedlung existiert wohl seit dem späten Mittelalter, als am Schafabtriebsweg aus den Bergen hier Schafhirten sesshaft wurden. Der Name der Stadt ist vermutlich auf eine Garnison von Grenzsoldaten zurückzuführen (rumänisch: plăieșii, Singular: plăiaș: Grenzjäger, -soldat).

### Neuzeit
Die erste urkundliche Erwähnung erfolgte 1596 während der Herrschaft des Fürsten Mihai Viteazul (Michael der Tapfere), unter der der Ort Stadtrechte erlangte. Militärische Bedeutung erhielt er durch die Garnison, wirtschaftliche Bedeutung durch den Wollhandel und den Handel mit Getreide und anderen landwirtschaftlichen Produkten. 1774 wurde der bis dahin freie Ort durch Alexandru Ipsilanti einem Bojaren als Erbsitz zugeeignet, was zu Kleinkriegen führte, die erst mit der Gründung des Fürstentums Rumänien endeten.
Im 19. Jahrhundert begann in der Nähe der Stadt die Förderung von Erdöl. Die erste Raffinerie wurde 1855 in Ploiești gegründet. 1864 erfolgte die Eröffnung der Straße zwischen Ploiești und Brașov (Kronstadt). 1872 wurde die durch Ploiești verlaufende Bahnstrecke Bukarest–Galați–Roman in Betrieb genommen. 1879 erfolgte die Verbindung nach Brașov, das damals noch zu Ungarn gehörte. Seit etwa 1890 wurden maschinelle Bohrverfahren eingesetzt, die Ölproduktion wurde erheblich gesteigert und es kam zu einer hastigen Industrialisierung mit armen Arbeitervierteln an der Peripherie und Industriellenvillen im Zentrum.
1870 wurde die – allerdings nur einen Tag währende – „Republik von Ploiești“ ausgerufen, eine Revolte gegen die Monarchie Karl I.
Die Fahne von Samara, eines der wichtigsten Symbole der Bulgarischen Armee, wurde der bulgarischen Miliz am 18. Mai 1877 durch den russischen General Nikolai Nikolajewitsch Romanow in der Stadt überreicht.
Im Ersten Weltkrieg wurden die Ölquellen durch britische Sabotage stillgelegt, aber von den Mittelmächten, die Rumänien besetzt hielten, wieder instand gesetzt.

### Zweiter Weltkrieg

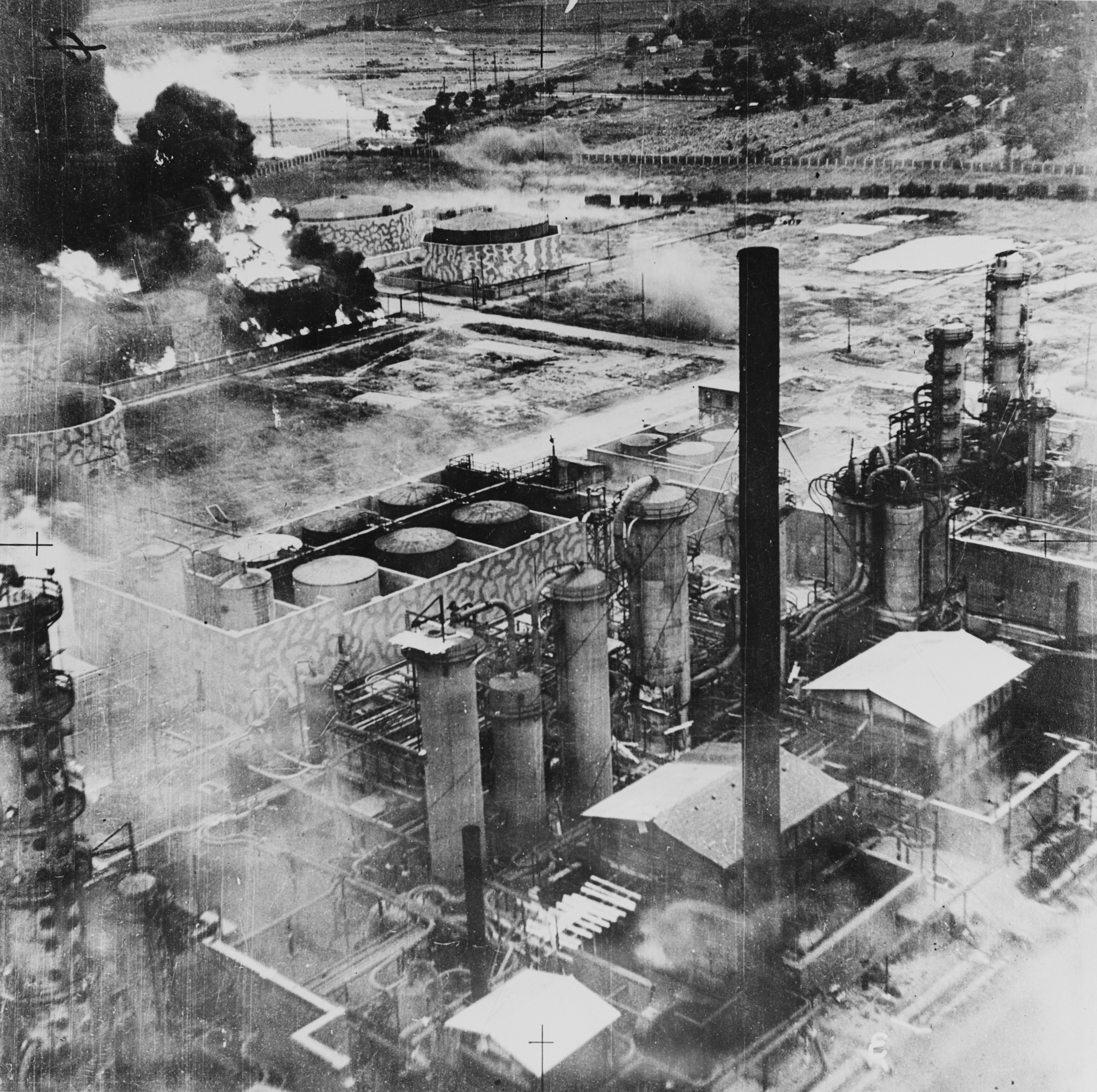
Die Raffinerie nach einem Bombenangriff der US-Luftwaffe am 1. August 1943.

#### Kampf um die Ölanlagen
Im Zweiten Weltkrieg waren die Erdölfelder und Raffinerien von Ploiești eine der wichtigsten Ölquellen für das Deutsche Reich. Am 1. August 1943 bombardierten Flugzeuge der United States Army Air Forces (USAAF) die Förderanlagen und Raffinerien während der Operation Tidal Wave. Es folgten weitere Flächenbombardements durch die USAAF und die Royal Air Force im Rahmen der Luftangriffe auf Ploiești, die die Ölanlagen schwer beschädigten und häufige Wiederinstandsetzungsarbeiten notwendig machten. Die Gesamtproduktionskapazität sank auf die Hälfte.
Die 15. US-Luftflotte attackierte Ploiești mit mindestens 19 größeren Luftangriffen, jeweils am 5. April, 15. April, 24. April, 5. Mai, 18. Mai, 31. Mai, 6. Juni, 10. Juni, 23. Juni, 24. Juni, 9. Juli, 15. Juli, 22. Juli, 28. Juli, 31. Juli, 10. August, 17. August, 18. August und zuletzt am 19. August 1944.
Der Luftangriff vom 19. August war der letzte vor dem rumänischen Seitenwechsel und der sowjetischen Besetzung des Ploiești-Gebiets. Am 23. August 1944 vollführte Rumänien nach dem Königlichen Staatsstreich eine politische und militärische Wende, in deren Folge die deutschen Truppen das Land verließen. Am 24. August 1944 wurden die Ölanlagen von der Roten Armee besetzt.
Die USAAF verlor bei den Luftangriffen 230 Flugzeuge und 1550 Mann fliegendes Personal; 1700 US-Soldaten gerieten in Gefangenschaft. Die rumänische Seite verzeichnete 800 Todesopfer und 750 zivile Verwundete, 9000 zerstörte Gebäude und 23.000 obdachlose Menschen.
| Jahr | Juden |
| ---- | ----- |
| 1930 | 3843  |
| 1941 | 3596  |
| 1942 | 2075  |
| 1943 | 1200  |
| 1944 | 760   |
| 1947 | 3000  |

#### Judenverfolgung in Ploiești
34 Prozent der Juden der Stadt, deren Anteil an der Bevölkerung bei 5 Prozent lag, waren im Handel tätig. Der übrige Teil übte freie Berufe aus oder war im Bankwesen, in medizinischen Bereichen und in der Industrie beschäftigt. Die Juden waren ein wichtiges Bevölkerungssegment und gehörten meist der Mittelschicht an. Zusätzlich zu den anderen Repressalien der faschistischen Führung des Staates war die Gefahr der Sabotage Begründung für den Abtransport vieler Juden aus der Stadt. 1172 männliche Juden wurden in das Lager bei Teiș (Dâmbovița) interniert, viele von ihnen wurden später in das Lager von Găești verlegt. 1941 wurde das Eigentum von Juden verstaatlicht. Im gleichen Jahr wurden die Internierten zusammen mit weiteren verschleppten Personen zunächst in ländliche Gebiete entlassen, um dann dort erneut durch örtliche Initiativen Repressalien und Zwangsarbeit ausgesetzt zu sein. Zur Zeit der Operation Tidal Wave befanden sich 1200 Juden in der Stadt, zum Kriegsende lag ihre Zahl bei 760.
Am 10. November 1940 wurde die Gegend von einem Erdbeben mit einer Stärke von 7,4 auf der Richterskala erschüttert. Am folgenden Tag wurden Juden zu Aufräumarbeiten herangezogen. Am gleichen Tag wurden 60 Juden während eines Gottesdienstes von der Polizei verhaftet und gefoltert. Elf aus dieser Gruppe wurden entgegen anders lautenden Befehlen am 27. November erschossen. Während des Putschversuchs der ultrarechten Eisernen Garde zwischen dem 21. und 23. Januar 1941 wurden die Synagogen in Ploiești zerstört.
An den Bahnanlagen Ploiești Triaj kam das Jüdische Arbeitsbataillon Ploiești in einem Arbeitslager zum Einsatz. Zwischen Juni 1941 und Februar 1942 wurden im Monatsrhythmus jeweils etwa je 20 bis 30 Juden der Stadt zum Arbeitseinsatz eingezogen und ausgetauscht.

#### Sonstiges
Im Zuge einer Fluchtwelle aus dem Norden Rumäniens in den Bereich der Stadt kam es nach dem 30. August 1940 in Ploiești zu einer Lebensmittelknappheit. Nach einer Welle von Luftangriffen im April 1944 flohen bis zu 85 Prozent der Bevölkerung aus der Stadt. Während dieser Zeit wurden in der Stadt nur die notwendigsten administrativen Aufgaben durchgeführt.

## Politik
Der Stadtrat von Ploiești, der 2024 gewählt wurde, besteht aus 27 Mandatsträgern mit folgender Parteizugehörigkeit:
| Partei                             | Sitze |
| ---------------------------------- | ----- |
| Alianța Electorală PSD-PUSL        | 6     |
| Partidul Național Liberal          | 6     |
| Alianța Dreapta Unită (USR-PMP-FD) | 5     |
| Partidul Mișcarea Noi, Ploieștenii | 4     |
| Alianța pentru Unirea Românilor    | 4     |
| Partidul România în Acțiune        | 2     |

## Bevölkerung
Die Bevölkerung wuchs schneller als in den meisten größeren Städten des Landes. Der rasante Bevölkerungszuwachs Mitte des 19. und noch einmal Mitte des 20. Jahrhunderts hängt mit dem Ölboom nach 1850 und mit der vielseitigen industriellen Entwicklung der Stadt in den 1960er Jahren zusammen. Seit etwa 1992 – mit schwindender Bedeutung der Petrochemie – und verstärkt seit 2010 – vor allem durch Abwanderung nach Westeuropa – sinkt die Einwohnerzahl wieder.
Unter den etwa 77.000 Einwohnern im Jahr 1930 waren überwiegend Rumänen, daneben ca. 3800 Juden, 1600 Ungarn, 1300 Deutsche und 1000 Roma. Bei der Volkszählung 2002 lebten in der Stadt 232.527 Bewohner, darunter etwa 225.600 Rumänen, 5900 Roma, 200 Ungarn und je 100 Deutsche, Griechen und Türken. 2009 betrug die Anzahl der Einwohner 229.285.
| Jahr           | Einwohner | Jahr           | Einwohner | Jahr           | Einwohner |
| 1810           | 2.024     | 1977           | 199.699   | 2021 (Zählung) | 180.540   |
| 1837           | 3.000     | 1992 (Zählung) | 252.715   |                |           |
| 1859           | 26.468    | 2002 (Zählung) | 232.527   |                |           |
| 1884           | 32.000    | 2003           | 236.724   |                |           |
| 1899 (Zählung) | 45.107    | 2004           | 234.707   |                |           |
| 1912 (Zählung) | 56.460    | 2007           | 230.240   |                |           |
| 1930 (Zählung) | 77.341    | 2009           | 229.285   |                |           |
| 1948           | 96.229    | 2011 (Zählung) | 209.945   |                |           |

## Städtepartnerschaften
Ploiești unterhält Städtepartnerschaften mit folgenden Städten:
| - Harbin in der Volksrepublik China (1994) - Osijek in Kroatien (1996) - Lefkada in Griechenland (1998) - Radom in Polen (2002) | - Hîncești in der Republik Moldau (2003) - Aspropyrgos in Griechenland (2006) - Marousi in Griechenland (2006) - Pińczów in Polen (2012) |

## Sehenswürdigkeiten
Unter Denkmalschutz stehen:

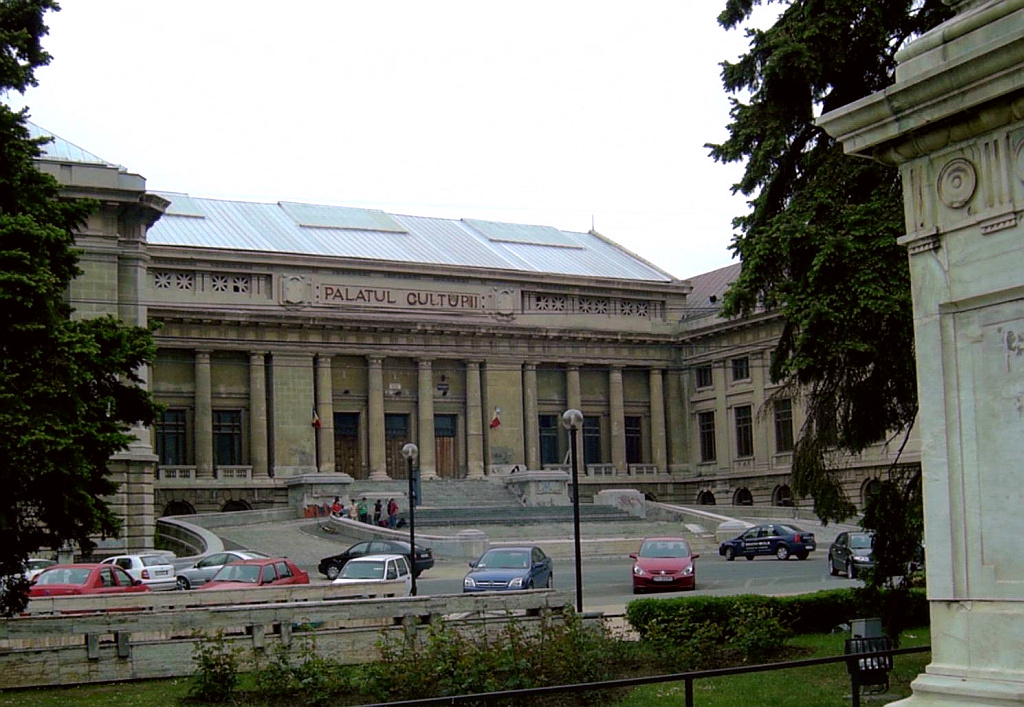
Palatul Culturii als Palatul Justiției von Toma Socolescu gebaut

- Die Fürstenkirche wurde im Jahr 1639 unter dem walachischen Fürsten Matei Basarab errichtet.
- Das Museum Casa de Târgoveț (Haus des Hagi Prodan), 1785 errichtet, ist der älteste Profanbau der Stadt und ein typisches Beispiel altrumänischer Architektur mit orientalisierenden Elementen, gedecktem Vorbau und geschnitzten Holzsäulen und wird heute als Museum genutzt.[21]
- Die Casa Dobrescu (Ende 18. Jahrhundert) ist heute ein Museum für den Schriftsteller Ion Luca Caragiale (1852–1912).
- Das Uhrenmuseum Nicolae Simache, im Haus des ehemaligen Politikers Luca Elefterescu, 1890 errichtet und 1930 erneuert.[22]
- Das Erdölmuseum 1961 eröffnet[23]
- Die Freiheitsstatue (Statuia Libertății), eine Darstellung der Minerva als Freiheitssymbol, wurde der Stadt von Frankreich geschenkt und 1881 aufgestellt.
- Der heutige Kulturpalast im Stadtzentrum wurde 1912 bis 1918 im neoklassischen Stil als Justizpalast erbaut.
- Die Philharmonie Paul Constantinescu beherbergt das international bekannte Philharmonische Orchester der Stadt.
- Die Zentrale Markthalle (Halele centrale, 1930–1935) mit einer monumentalen Kuppel und einem Uhrenturm wurde im regionalisierenden Stil aus Ziegeln und Beton erbaut.

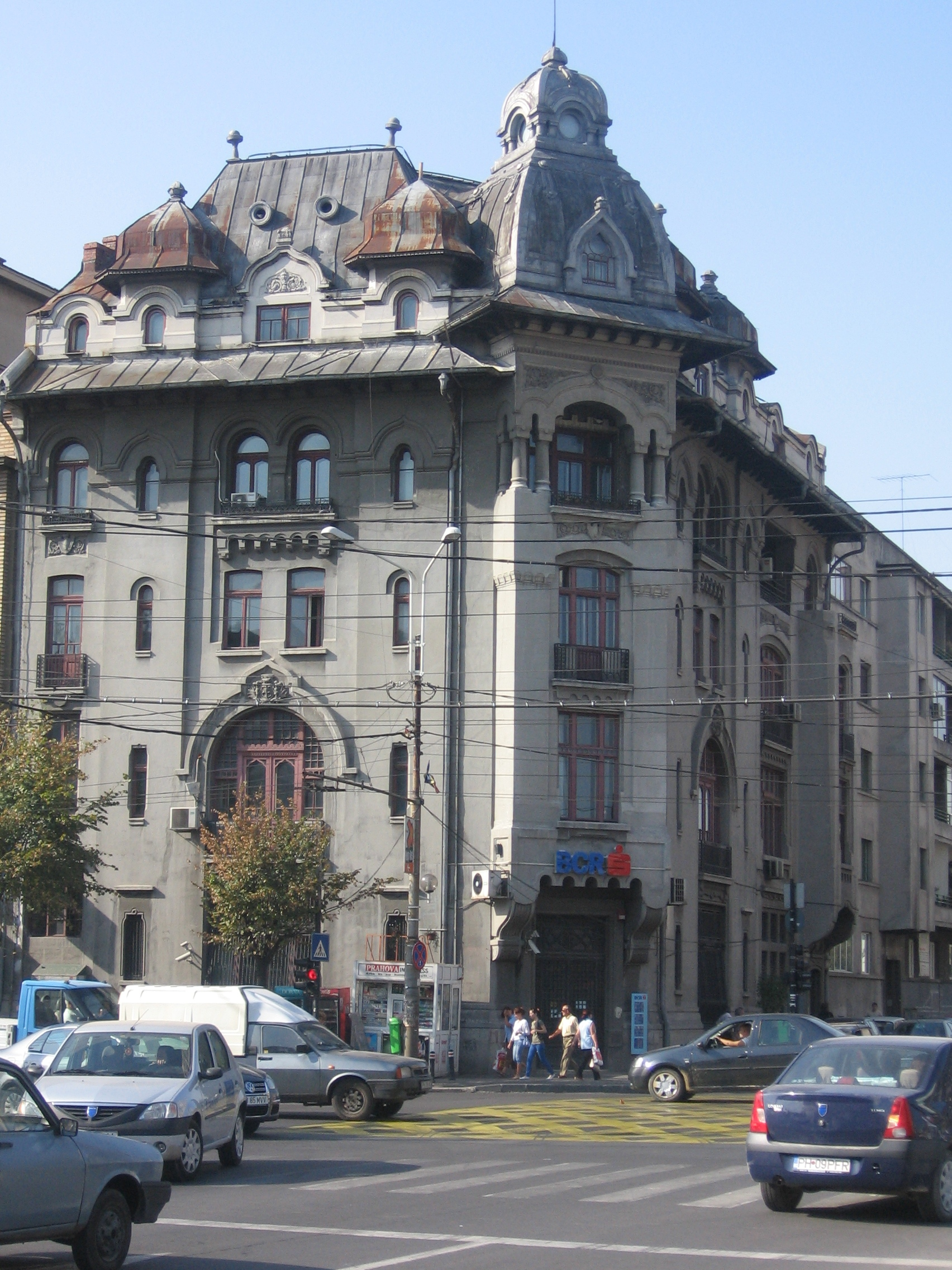
Rumänische Kommerzbank
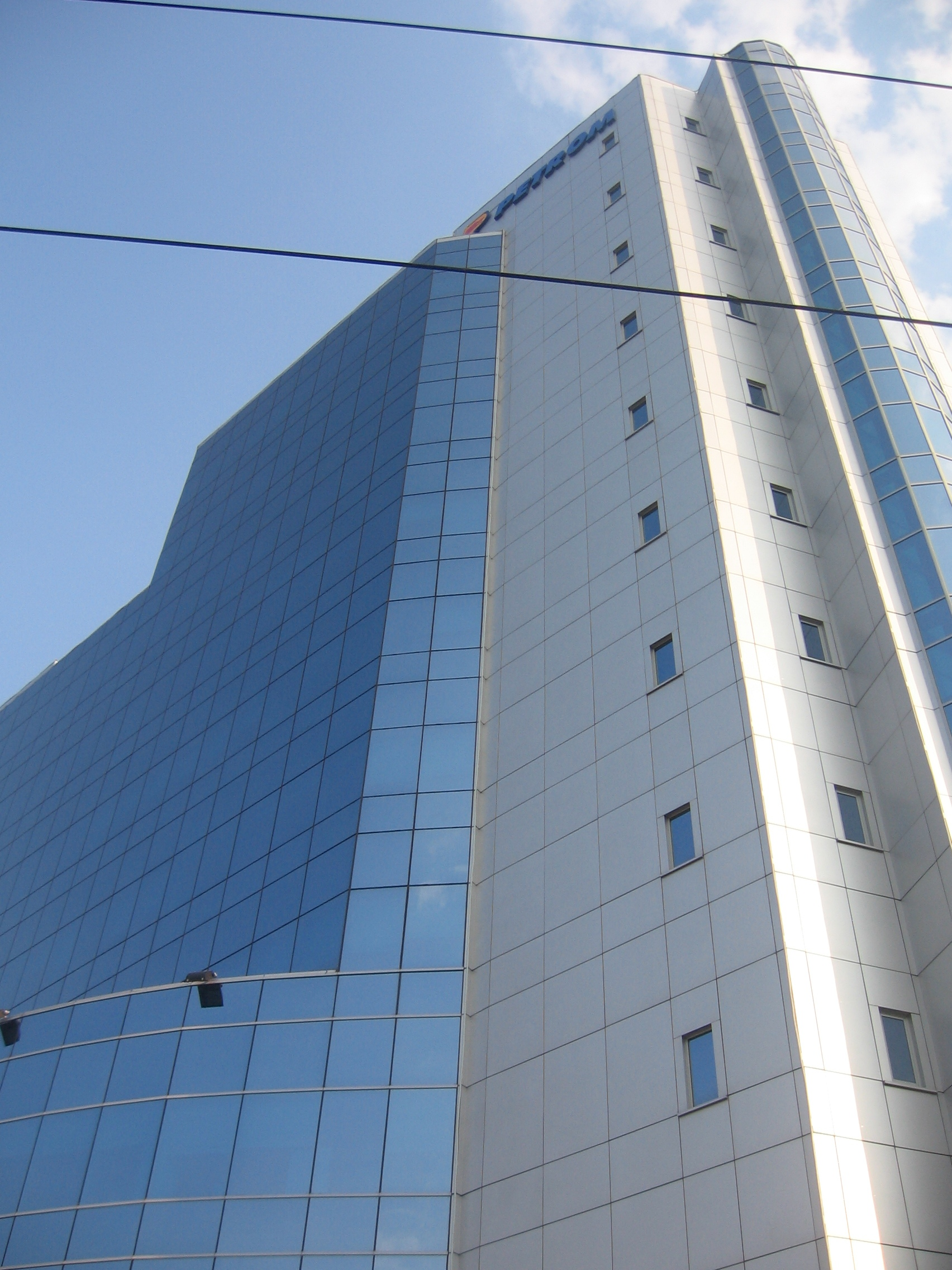
PETROM-Gebäude
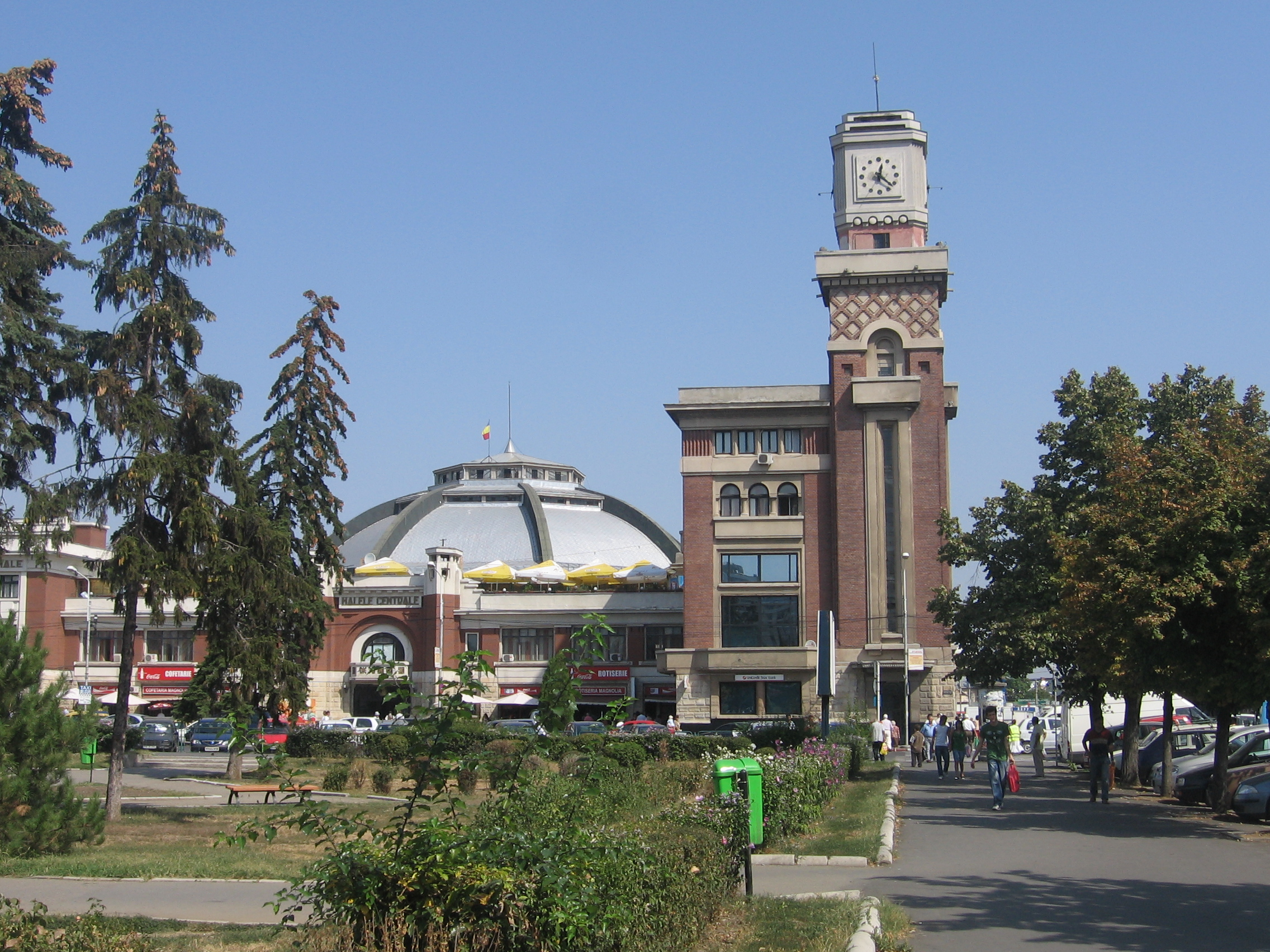
Halele Centrale, Markt
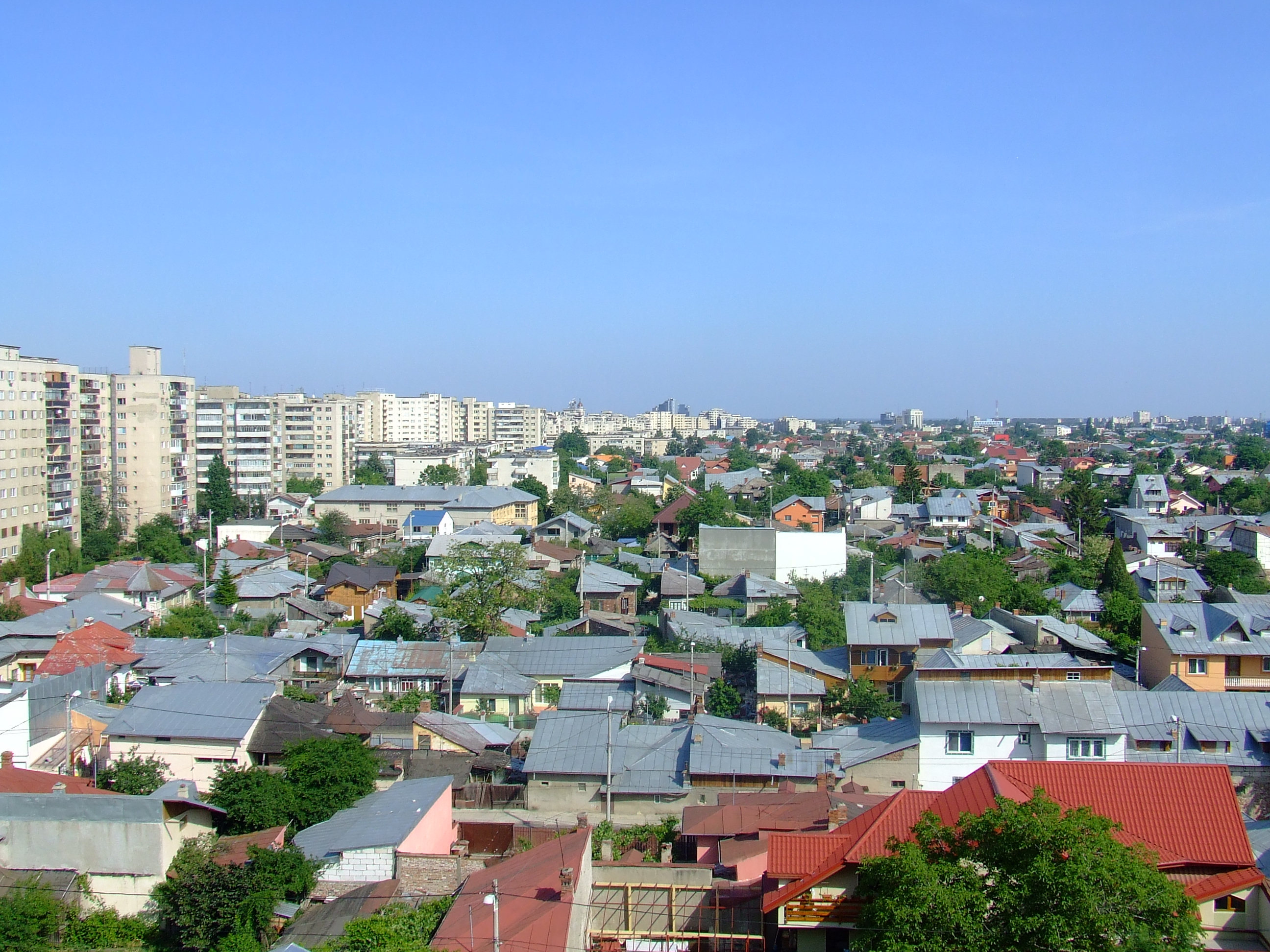
Stadtviertel Republicii
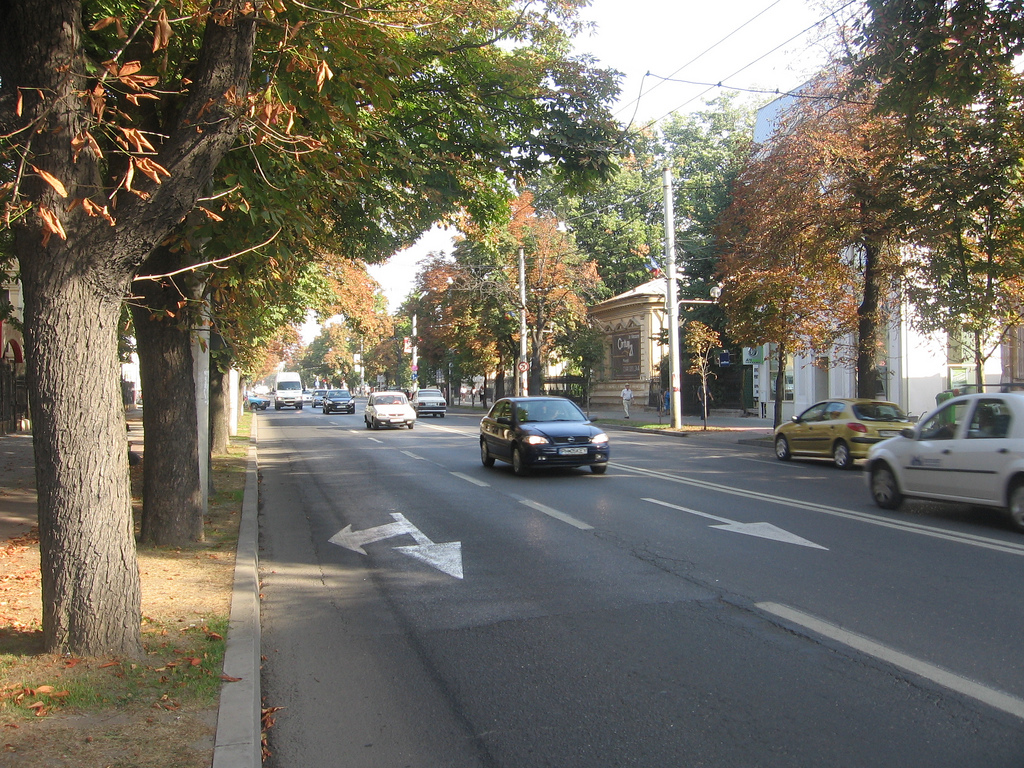
Bulevardul Independenței

## Wirtschaft und Infrastruktur

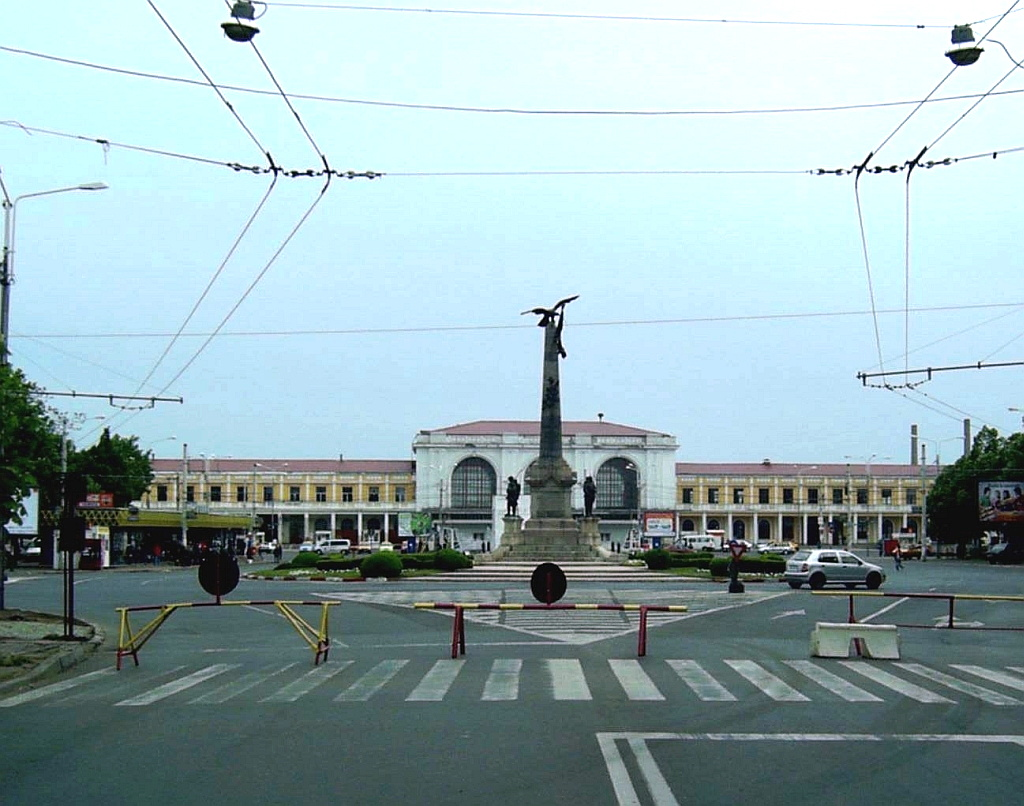
Bahnhof Sud

Die Stadt ist Zentrum der rumänischen Erdölförderung und -industrie, wozu Rumäniens größte Erdölraffinerie in Brazi unmittelbar südlich der Stadt gehört. Auch OMV-Petrom, Lukoil und Shell betreiben Raffinerien. Zu den hier ansässigen großen Unternehmen der Lebensmittelindustrie zählen British American Tobacco, Coca-Cola, Bergenbier und Unilever. Darüber hinaus gibt es Textil-, Metall- und Rüstungsbetriebe, wie Electromecanica Ploiești.

## Verkehr
Ploiești liegt an der Autobahn A3.
Ploiești ist einer der Haupt-Eisenbahnknotenpunkte des Landes mit zwei Hauptbahnhöfen des Personenverkehrs (Ploiești Vest und Ploiești Sud) sowie dem Rangierbahnhof Ploiești Triaj. Die Bahngesellschaft Vest Trans Rail hat hier ihren Sitz.
Der Öffentliche Nahverkehr in Ploiești wird von der in dichtem Takt verkehrenden Straßenbahn sowie mit Omnibussen und Oberleitungsbussen der R.A.T.P. (Regia Autonomă de Transport Public) gewährleistet.

## Hochschulen
Ploiești ist Standort der Universitatea Petrol-Gaze din Ploiești (Öl- und Gasuniversität Ploiești), einer technischen Hochschule mit Lehr- und Forschungsschwerpunkten in den Bereichen Bergbau, Mineralölförderung und -verarbeitung sowie Energietechnik.

## Sport
Ploiești ist Heimat des rumänischen Basketball-Serienmeisters CSU Asesoft Ploiești. Des Weiteren befindet sich hier auch eine Pferderennbahn namens Hipodrom Ploiești, auf der Galopp- und Trabrennen stattfinden.

## Personen

### Personen, die vor Ort gewirkt haben
- Berl Broder (1815–1868), jiddischer Volkssänger, starb in Ploiești
- Ion Luca Caragiale (1852–1912), Schriftsteller, geboren in Haimanale, Kreis Prahova, hat das Lyzeum Sankt Peter und Paul in Ploiești absolviert. Er nannte später aus Zuneigung die Stadt Ploiești als Heimatstadt.
- Constantin Dobrogeanu-Gherea (1855–1920), einer der Gründer der sozialistischen Bewegung in Rumänien. Hat eine Zeit lang in Ploiești gelebt.
- Nicolae Iorga (1871–1940), Historischer, Schriftsteller und Politiker, starb in Ploiești
- Constantin Ion Parhon (1874–1969), Endokrinologe. Erster Vorsitzender der Großen Rumänischen Nationalversammlung (Chef des Staates) zwischen 1947 und 1952. Er hat beim bekannten Sankt Peter und Paul Lyzeum in Ploiești studiert.
- Mircea Ionescu-Quintus (1917–2017), Politiker, starb in Ploiești
- Vasile Paraschiv (1928–2011), Aktivist und Dissident, starb in Ploiești
- Maria Albuleț (1932–2005), Schachspielerin, starb in Ploiești
- Mihai Mocanu (1942–2009), Fußballspieler und -trainer, Ehrenbürger der Stadt Ploiești
- Bujorel Mocanu (1962–2011), Fußballspieler und -trainer, starb in Ploiești